# Dolichopoda ithakii
Dolichopoda ithakii är en insektsart som beskrevs av Rampini och Di Russo 2008. Dolichopoda ithakii ingår i släktet Dolichopoda och familjen grottvårtbitare. IUCN kategoriserar arten globalt som sårbar. Inga underarter finns listade i Catalogue of Life.